# Max Keeble's Big Move
Max Keeble's Big Move (tạm dịch: Bước tiến lớn của Max Keeble) là bộ phim hài thiếu nhi năm 2001 của hãng Disney, đạo diễn bởi Tim Hill, kịch bản do David L. Watts, James Greer, Jonathan Bernstein, và Mark Blackwell, với sự xuất hiện của Alex D. Linz trong vai Max Keeble. Bộ phim được lấy bối cảnh tại University Place, Washington nhưng được quay tại Los Angeles, California và phát hành ở Bắc Mỹ vào ngày 5 tháng 10 năm 2001.

## Cốt truyện
Max Keeble là một học sinh lớp 6 tại một trường học và đồng thời làm phụ thêm bằng việc giao báo đến nhà. Tại ngôi trường cấp 2 mới, cậu đã gặp lại 2 bạn cũ là Megan và Robert và làm quen với cô bạn mới Jenna. Tuy nhiên, cuộc sống mới của cậu tại trường này không dễ dàng. Ở trường cậu chịu sự bắt nạt của 2 học sinh lớp lớn hơn, khi ra đường còn bị gã bán kem thường kiếm chuyện ăn hiếp, ngoài ra còn bị ông hiệu trưởng đe nẹt và mắng chửi suốt. Cho đến một ngày, ba của Max quyết định đưa cả nhà sang Chicago sống để tiện cho công việc mới, và tuần sau họ sẽ dọn đi. Trong tuần cuối cùng, Max quyết định tìm cách trả thù những kẻ đã bắt nạt cậu suốt thời gian qua, rồi sau đó dọn đi nơi khác và không ai có thể phạt cậu.
Trước khi đến trường, cậu đã mơ thấy mình chiến thắng tên bán kem ác độc. Khi đến trường, cậu gặp phải Troy-cậu bạn hồi cấp 1 và Max bị ném vào thùng rác. Sau đó cậu vào hội trường và bị hiệu trưởng Jindraike mắng. Khi gặp Dobbs, Max bị cậu ta lấy hết tiền và còn bị đổ oan khiến cậu bị phạt. Sau đó đến giờ ăn trưa, cậu đã bày trò ném thức ăn vào nhau. Sau đó hiệu trưởng Jindraike và một ông quản lý đến và vô cùng tức giận. Rồi Jindraike bị con khỉ nhảy lên người và úp mặt vào đống thức ăn bỏ đi.
Có một hôm, biết được Jindrake đã ăn cắp tiền quỹ của trường học nên Max và hai người bạn cậu ấy bèn cho thuốc dụ thú vào lọ xịt miệng của ông ta. Max có tin buồn là gia đình phải chuyển đến Chicago và trước đó hai hôm đã chia tay bạn bè. Một hôm Megan còn lấy mất cái cuộn dây xoắn kim loại của xe chở kem và Max lấy mất máy tính tiền của Dobbs. Dobbs và tên bán kem đã đến bãi rác và đập đồ của nhau khiến gây ra mâu thuẫn và cả hai bị đổ kem vào người.
Jindrake đã nhốt Max vào phòng để đồ dùng và sau đó Max bật máy quay khiến những câu nói độc ác của hiệu trưởng lan ra khắp trường học. Sau đó cả trường đã diễu hành ở ngoài đường và hai tên độc ác là Troy và Dobbs bị ném vào thùng rác (trước đó chúng cũng bị lừa). Và Jinrake cuối cùng cũng bị súc vật đuổi theo và tin đó của Max được đăng lên báo. Khi đi giao báo cậu gặp lại tên bán kem ác độc.
Tuy nhiên, khi Max thành công trong việc trả thù, đến phút cuối, cha mẹ của Max lại quyết định không dọn di nữa, kế hoạch gia đình Max chuyển đến Chicago cũng bị bãi bỏ và Max đã gặp một cơn ác mộng. Nhưng cậu quyết định tìm đến các kẻ thù cũ và xin lỗi, cũng như tìm cách làm tốt lại. Khi tất cả học sinh tìm cách trả thù Mc Ganty và Dobs thì Max đứng ra can ngăn. Cậu cũng tìm cách cứu cả Nhà nuôi thú. Cuối cùng, tất cả đều sống tốt qua tuần đó và mọi việc trở lại bình thường.

## Diễn viên
- Alex D. Linz trong vai Max Keeble
- Josh Peck trong vai Robe
- Zena Grey trong vai Megan
- Larry Miller trong vai thầy hiệu trưởng Elliot T. Jindrake
- Jamie Kennedy trong vai Người đàn ông Bán kem Độc ác
- Noel Fisher trong vai Troy McGinty
- Orlando Brown trong vai Dobbs
- Robert Carradine trong vai Donald "Don" Keeble
- Nora Dunn trong vai Lily Keeble
- Brooke Anne Smith trong vai Jenna
- Justin Berfield trong vai Nhà viết văn
- Tony Hawk xuất hiện với tư cách là ngôi sao khác mời
- Lil' Romeo xuất hiện với tư cách là ngôi sao khác mời
- Clifton Davis trong vai Superintendent Bobby "Crazy Legs" Knebworth
- Amy Hill trong vai cô Phyllis Rangoon
- Amber Valletta trong vai cô Dingman
- Dennis Haskins trong vai thầy Kohls
- Chely Wright trong vai cô Styles (Giáo viên tại nhà)

## Đánh giá chuyên môn
Dù nhận được nhiều tiếp nhận tích cực từ những khán giả thiếu nhi nhưng Max Keeble's Big Move vẫn trở thành "quả bom xịt" tại phòng vé. Trang Rotten Tomatoes hiện đang giữ số phần trăm đánh giá là 26% cùng kết luận rằng bộ phim "vui nhộn cho trẻ em, nhưng lại nhạt nhẽo và vô vị đối với người lớn."